# هورست فيسل

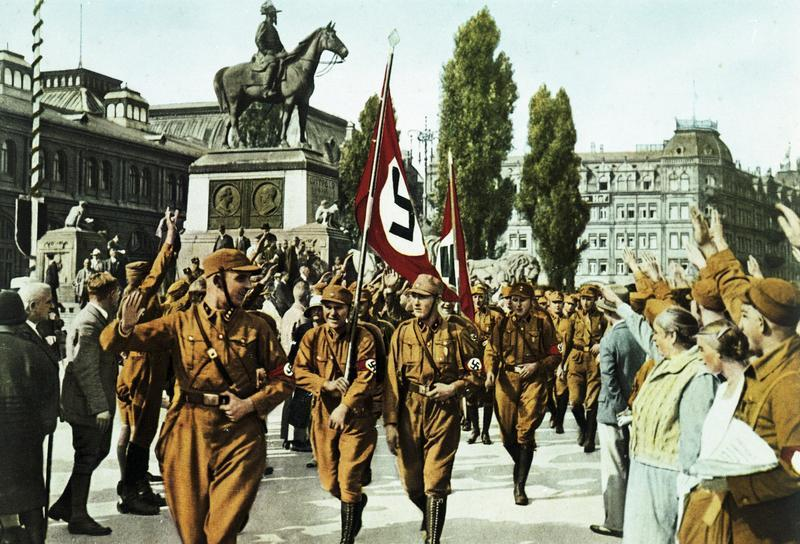
هورست فيسل في مدينة نورنبورغ عام 1929م.

هورست فيسل (بالألمانية: Horst Wessel)‏ ، من مواليد 9 أكتوبر 1907، واغتيل بتاريخ 23 فبراير 1930، وهو مؤلف هورست فيسل ليد ، استعمل هذه الأغنية رسمياً من عام 1935م إلى عام 1945م ، وينتمي للحزب النازي الألماني.

## روابط خارجية
- هورست فيسل على موقع IMDb (الإنجليزية)
- هورست فيسل على موقع الموسوعة البريطانية (الإنجليزية)
- هورست فيسل على موقع ميوزك برينز (الإنجليزية)
- هورست فيسل على موقع إن إن دي بي (الإنجليزية)
- هورست فيسل على موقع ديسكوغز (الإنجليزية)
- هورست فيسل على موقع قاعدة بيانات الفيلم (الإنجليزية)